# Arismendy Peguero
Pour les articles homonymes, voir Peguero (homonymie).
Arismendy Peguero Matos (né le 2 août 1980 à La Romana) est un athlète dominicain, spécialiste du 400 mètres. Il mesure 1,83 m pour 76 kg. Son club est le Dekalb T.C. .

## Biographie
En 2008, aux championnats du monde en salle, Arismendy Peguero remporte la médaille de bronze sur 4 × 400 mètres au sein du relais dominicain, composé également de Carlos Santa, Pedro Mejía et Yoel Tapia.

### Palmarès
| Date | Compétition                                      | Lieu                 | Résultat | Épreuve   | Performance   |
| ---- | ------------------------------------------------ | -------------------- | -------- | --------- | ------------- |
| 2003 | Jeux panaméricains                               | Saint-Domingue       | 3e       | 4 × 400 m | 3 min 02 s 02 |
| 2004 | Championnats ibéro-américains                    | Huelva               | 4e       | 400 m     | 45 s 63       |
| 2006 | Championnats du monde en salle                   | Moscou               | 5e       | 4 × 400 m | 3 min 08 s 47 |
| 2006 | Championnats ibéro-américains                    | Ponce                | 6e       | 200 m     | 21 s 15       |
| 2006 | Championnats ibéro-américains                    | Ponce                | 2e       | 400 m     | 45 s 91       |
| 2006 | Championnats ibéro-américains                    | Ponce                | 1er      | 4 × 400 m | 3 min 06 s 11 |
| 2006 | Jeux d'Amérique centrale et des Caraïbes         | Carthagène des Indes | 3e       | 400 m     | 45 s 55       |
| 2006 | Jeux d'Amérique centrale et des Caraïbes         | Carthagène des Indes | 3e       | 4 × 400 m | 3 min 03 s 25 |
| 2007 | Jeux panaméricains                               | Rio de Janeiro       | 3e       | 4 × 400 m | 3 min 02 s 48 |
| 2007 | Championnats du monde                            | Osaka                | 7e       | 4 × 400 m | 3 min 03 s 56 |
| 2008 | Championnats du monde en salle                   | Valence              | 3e       | 4 × 400 m | 3 min 07 s 77 |
| 2009 | Championnats d'Amérique centrale et des Caraïbes | La Havane            | 3e       | 400 m     | 45 s 62       |
| 2009 | Championnats d'Amérique centrale et des Caraïbes | La Havane            | 2e       | 4 × 400 m | 3 min 03 s 30 |
| 2009 | Championnats du monde                            | Berlin               | 6e       | 4 × 400 m | 3 min 02 s 47 |
| 2011 | Jeux mondiaux militaires                         | Rio de Janeiro       | 3e       | 400 m     | 45 s 95       |
| 2011 | Jeux panaméricains                               | Guadalajara          | 2e       | 4 × 400 m | 3 min 00 s 44 |
| 2013 | Championnats d'Amérique centrale et des Caraïbes | Morelia              | 3e       | 4 × 400 m | 3 min 02 s 82 |

### Records
| Épreuve    | Épreuve      | Performance | Lieu    | Date         |
| ---------- | ------------ | ----------- | ------- | ------------ |
| 400 mètres | En plein air | 44 s 92     | Osaka   | 28 août 2007 |
| 400 mètres | En salle     | 46 s 50     | Valence | 6 mars 2012  |